# Schizotetranychus echinulatus
Schizotetranychus echinulatus är en spindeldjursart som beskrevs av P. Mitrofanov 1978. Schizotetranychus echinulatus ingår i släktet Schizotetranychus och familjen Tetranychidae. Inga underarter finns listade i Catalogue of Life.